# Nykvarns sluss

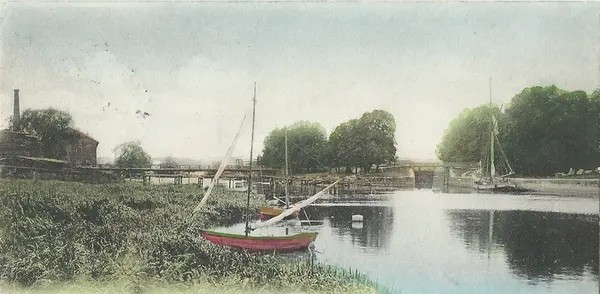
Nykvarns sluss, sedd norrifrån, 1904

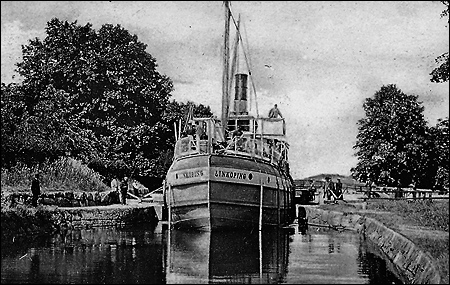
S/S Linköping på väg ur slussen mot Roxen, mellan 1883 och 1903

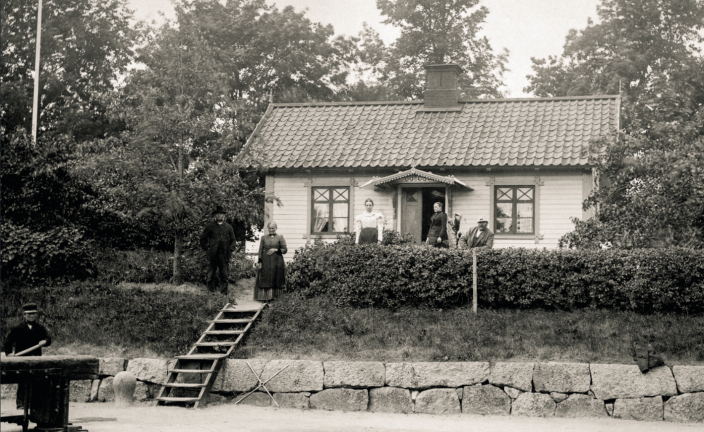
Slussvakten Johan Alfred Lange med familj vid slussvaktarstugan från 1868

Nykvarns sluss är en sluss i Stångån, mellan Linköpings stadskärna och åns utlopp i Roxen, strax norr om den tidigare Linköpings hamn.

## Bakgrund
Göta kanal invigdes 1832 och möjliggjorde handelssjöfart för Linköping, med en hamn i Stångåns övre lopp vid forsen i Nykvarn, vilken blev klar 1843. För att nå själva stan krävdes dock en kanal med en sluss förbi fallet där. 
Utmed Stångåns lopp hade en första Kinda kanal, med en sluss, mellan Åsunden och Stora Rängen byggts 1799-1810. Efter en olycka 1913, då Brokinds sluss rasade samman, upphörde emellertid trafiken. På 1850-talet aktualiserades frågan igen med anledning av ett projekt för att sänka vattennivån i flera av sjöarna i området för att vinna jordbruksmark. Efter det återupptagna kanalprojektet, blev en led åter farbar på en sträckan mellan Åby vid Åmänningen och Labbenäs vid Stora Rängen 1861. Året därpå 1862 bildades ett bolag för att utvidga kanalbygget till Linköping och 1865–1871 byggdes kanalen med huvudsakligen statliga medel. Kanalen blev farbar, nu ända till Roxen och Göta kanal, fyra år efter Nykvarns sluss och samma år som Södra stambanan kom till Linköping.

## Nykvarns sluss
Nykvarns sluss är den första eller sista slussen på Kinda kanal beroende på färdriktning med en nivåskillnad på 2,8 meter. Den gjordes större än övriga slussar i kanalen för att de stora fartygen på Göta kanal skulle kunna anlöpa till Nya hamnen inne i staden Linköping. Slussen är byggd för fartyg på upp till 30 meters längd, 7 meters bredd och 2,8 meters djup. Bron över slussen var ursprungligen en öppningsbar rullbro, som tillverkades på Bergsunds mekaniska verkstad i Stockholm år 1870.
Slussen byggdes under två år av omkring ett hundra man. Den och Nya hamnen invigdes 1871. Ångaren Hans Brask var i april 1972 det första större fartyget som gick genom slussen. 
Slussportarna och luckorna på portarna är fortfarande handmanövrerade.